# Southwest Harbor
Southwest Harbor és una població dels Estats Units a l'estat de Maine (EUA). Segons el cens del 2000 tenia 1.966 habitants.

## Demografia
Segons el cens del 2000, Southwest Harbor tenia 1.966 habitants, 899 habitatges, i 534 famílies. La densitat de població era de 56,2 habitants/km².
Dels 899 habitatges en un 24,9% hi vivien nens de menys de 18 anys, en un 47,9% hi vivien parelles casades, en un 8,3% dones solteres, i en un 40,5% no eren unitats familiars. En el 34% dels habitatges hi vivien persones soles el 16,9% de les quals corresponia a persones de 65 anys o més que vivien soles. El nombre mitjà de persones vivint en cada habitatge era de 2,15 i el nombre mitjà de persones que vivien en cada família era de 2,76.
Per edats la població es repartia de la següent manera: un 20,7% tenia menys de 18 anys, un 7,4% entre 18 i 24, un 26,2% entre 25 i 44, un 26% de 45 a 60 i un 19,6% 65 anys o més.
L'edat mediana era de 42 anys. Per cada 100 dones de 18 o més anys hi havia 90,7 homes.
La renda mediana per habitatge era de 36.555 $ i la renda mediana per família de 50.000 $. Els homes tenien una renda mediana de 29.792 $ mentre que les dones 24.044 $. La renda per capita de la població era de 21.509 $. Entorn del 8,8% de les famílies i el 12% de la població estaven per davall del llindar de pobresa.